# Ana Amorim
Ana Carolina Amorim Taleska (Blumenau, 1 de abril de 1983) é uma handebolista brasileira, que atuava como armadora.
É irmã mais velha da handebolista Duda Amorim, que esteve nos Jogos Olímpicos de 2008 e de 2012.
Decidiu se retirar do esporte aos 28 anos e começou a trabalhar com o pai nas panificadoras da família em Blumenau, assumindo a responsabilidade dos negócios.

## Trajetória desportiva
Começou a praticar esporte no Colégio Barão do Rio Branco, em Blumenau, e se destacou no voleibol e no handebol. Aos 13 anos, depois de ser escolhida para a seleção da cidade, optou pelo handebol.
Aos 15 anos foi convocada para a seleção brasileira juvenil, tornando-se campeã pan-americana júnior e juvenil. Em 2001 jogava pela equipe de Blumenau quando se transferiu para a Metodista de São Bernardo do Campo. No mesmo ano foi convocada para a seleção brasileira adulta e convidada a jogar no Eurostandard, da Macedônia, clube no qual ficou por 6 anos e eventualmente jogou junto da irmã Eduarda Amorim.
Foi aos Jogos Olímpicos de 2004 em Atenas, como a jogadora mais jovem da equipe, e onde ajudou a seleção a alcançar o sétimo lugar.
Em 2009 transferiu-se para o Üsküdar Bld. SK da Turquia, e no ano seguinte foi para o clube turco Alcoa FKC, abandonando no começo de 2011 declarando-se insatisfeita com o salário atrasado. Retornou ao Brasil e ainda atuou uma temporada pelo Blumenauense, chegando a vice-campeã da liga nacional.

### Após aposentadoria
Decidiu se retirar do esporte aos 28 anos e começou a trabalhar com o pai nas panificadoras da família em Blumenau, assumindo a responsabilidade dos negócios. Mais tarde também abriu um bar em Blumenau. Se casou com um macedônio, que coincidentemente é irmão do marido de sua irmã Eduarda, e teve dois filhos. Atuou como comentarista do handebol nos Jogos Olímpicos de Verão de 2016 e 2020. Foi candidata a vereadora de Blumenau em 2020.

### Conquistas
Individuais
- 1999 - Melhor lateral esquerda da competição no Campeonato Sul-Americano (categoria cadete)

Pela seleção
- Campeã sul-americana em duas categorias (cadete: 1999 - júnior: 2000 e 2002)
- Campeã pan-americana em duas categorias (júnior e juvenil: 2000)

Por clubes
- 2004, 2005, 2006, 2007, 2008, 2009 - Hexacampeã do Campeonato Macedônio (com a equipe do Kometal Gjorce Petrov)
- 2004, 2005, 2006, 2007, 2008, 2009 - Hexacampeã da Copa Macedônia (com a equipe do Kometal Gjorce Petrov)
- 2005 - Vice-campeã na Liga dos Campeões da Europa (com a equipe do Kometal Gjorce Petrov)
- 2010 - Vice-campeã do Campeonato Turco (com a equipe do Uskudar Belediyesi)
- 2010 - Campeã da Copa Turca (com a equipe do Uskudar Belediyesi)